# Tetralonia trichardti
Tetralonia trichardti là một loài Hymenoptera trong họ Apidae. Loài này được Cockerell mô tả khoa học năm 1933.